# 島と海と☆こいそらじお
島と海と☆こいそらじお（しまとうみとこいそらじお）は、すたじお緑茶製作のPCゲーム恋色空模様のタイアップとして音泉から配信されていたインターネットラジオ番組。後番組となる「島と海と☆こいそらじお〜はっぴーはーと〜」についても、本項で記述する。

## 配信情報
- 配信期間（第1期）：2009年4月16日～10月29日
- 配信期間（第2期）：2010年3月11日～9月23日
- 配信期間（はっぴーはーと）：2010年12月9日～2011年12月15日（第1回は12月23日から）
- 配信サイト（配信日、共通）：音泉（隔週木曜日）
- 収録時間：約40～60分
- スポンサー：すたじお緑茶

## 概要
挨拶は「こいそらわ」（はっぴーはーと第3回からは「はぴそらわ」に変更）。
リスナーは優秀者のみ「（ベスト）お兄ちゃん」と呼ばれる（第2回より）。また放送から暫くしてリスナーの名前を「お茶っ派ネーム」と呼ぶようになった（第2期より）。
2010年9月23日の配信で2度目の終了となったが、ファンディスク「恋色空模様 after happiness and extra hearts」の制作が決定したため、2010年11月23日に復活記念イベントを“前代未聞？の“非”公開録音”（音泉トピックスより）にて開催された。
2010年12月9日よりファンディスク「恋色空模様 after happiness and extra hearts」のラジオ番組として「島と海と☆こいそらじお〜はっぴーはーと〜」を配信（9日配信分は復活記念イベントの模様を配信）。
また、TECH GIAN2009年11月号に特別編が収録されている。
2011年10月28日にファンディスク「恋色空模様 after happiness and extra hearts」の発売記念イベントを“非”公開録音にて開催（2011年11月3日に収録内容の一部を配信）。

## パーソナリティ
月城真菜（声優）
本編、篠原聖良役。一時期「月城・ジャスティス・真菜」とミドルネームが加えられた。足を攣ったことがないらしい。愛称は“まなちん”。
夏野こおり（声優）
本編、伊東美琴役。一時期「夏野・フリーダム・こおり」とミドルネールを付けられたが、これは演じているキャラでなく、こおり自身が「自由人」とファンから呼ばれるのが理由。愛称は“こぉちゃん”。

## ゲスト
若葉椿（声優）
本編、中西藍子役。CD Vol.1&Vol.2 特別編、2011年10月28日のFD発売記念イベント、はっぴーはーとCD vol.1&Vol.2 特別編に出演。「CD Vol.1特別編」のオープニングトークにて「若葉・レジェンド・椿」と月城・夏野同様にミドルネームを付けられた。愛称は“つばっち”。
霜月はるか（歌手）
「恋色空模様」EDテーマ、『グラフティー』の歌い手。「島と海と☆こいそらじお～はっぴーはーと～」の第4回に出演。若葉椿に続く2人目のゲストだが、ネット配信分では初ゲストとなる。
みる（声優）
本編、榊先生役。2011年8月11日開催の『秋葉原電気外祭り』で販売されたグッズセットの「こいそらじお特別版」、2011年12月29日～31日開催のC81で販売された恋色空模様グッズセットの「C81スペシャル」に出演。“みるみる”という愛称をつけられた（ただし言い出しはリスナー）。
AiRI（歌手）
「恋色空模様　after happiness and extra hearts」＆「島と海と☆こいそらじお～はっぴーはーと～」主題歌、『フルスロットルHeart』をDucaと共に歌う。「島と海と☆こいそらじお～はっぴーはーと～」の第18回に出演。“UR@N”名義時代、前作「恋色空模様」の2ndOPテーマ『Revolution』のリミックスバージョンや、「片恋いの月」（FD含む）のOPテーマも歌っている。

## コーナー
第1期、第2期、はっぴーはーと共通
ふつおた
普通のお便りを紹介する。第1期、第2期、はっぴーはーと共通のコーナー。
緑茶インフォメーション
番組の終盤で「恋色空模様」の世界観、開発状況、その他のブランド関連の情報を報告するコーナー。すたじお緑茶特製の湯呑と茶を嗜みながら進行する。
第1期
Comin`up（神那）反対運動！
本作で主人公が「反対運動」することにちなんで設けられた。リスナーが日常で不満に思うことを、些細なことでも月城たちが賛同するコーナー。
ルック・アット・こいそ
『こいそ』→『小磯』ということで、スタジオで小さな水生生物を飼い、成長過程を報告するコーナー。なおこれらの動物は番組終了後、すたじお緑茶に引き取られた。第2期第1回（第16回）のコメントによると、現在はより快適な環境になって、以前より数が増えているとのことで、すたじお緑茶のブログなどで時々取り挙げられている。
誕生日おめでとう☆のコーナー
番組の最後にリスナーの誕生日を祝うコーナー。
またリスナーに作品の世界観を連想するような「海」の話題を募集していた。
第2期
聖良が斬る!
本編で風紀委員である聖良を演じる月城が、リスナーから寄せられた「身近な理不尽な風紀の乱れ」について突っ込む。基本的には、メールを読んだ後に月城が一言ツッコミを入れるという主体となっており、言うなれば一言でまとめる彼女の器量が試されている。
美琴の「ここだけのハナシ･･･」
夏野が担当。地元や都会の流行などの俗事をリスナーから募集する。
お誕生日コーナー
前作の「誕生日おめでとう☆のコーナー」と同様のコーナー。
はっぴーはーと
あなたのレボリューション！（第1回～第12回まで）
島と恋と青春、そして革命のＡＤＶで知られる恋色空模様にちなみ、身近に起きた小さな革命を詳しく報告する。
美琴の痛いの飛んでけー（第1回～第12回まで）
“保健室の準天使”伊東美琴と、“ただ保健室に入り浸ってる風紀委員”篠原聖良がリスナーの『痛い話』を聞いてくれるコーナー。コーナーの流れは「聖良が斬る!」に類似。
お誕生日コーナー
エンディング後に行われる第1期から継続しているコーナー。配信時期の関係から今作では冬期の誕生日のリスナーを祝うことができる。また、リスナーから『美琴風に・聖良風に・etc…（無茶振り多数）』という感じで注文が増えるようにもなった。
小さい「あはえは」みーつけた！（第13回より）
最新作であり、“はっぴーはーと”にて宣伝する「恋色空模様　-after happiness and extra hearts-」、通称「あはえは」。ハピネス（after “happiness”～）という言葉にちなんで、リスナーの「小さい幸せ」を募集する。夏野が担当するコーナーだが、流れは「あなたのレボリューション！」に類似している。
続・聖良が斬る！（第13回より）
第2期の人気コーナー。余談だが、無印時代、「斬るのは聖良じゃなくて佳代子では？」とか、「使用されるSEが生々しい」と、リスナーから指摘されたことがある。

### ミニドラマ
シリーズ共通し、毎回番組の最後に展開される短編。基本的に聖良と美琴の2つのやりとりが展開されるが、若葉椿がゲスト出演した特別編では彼女が演じる藍子が加わる。シナリオは本編も担当する氷雨こうじが書いており、本編同様ジョジョネタなど様々なパロディが散りばめられている。
- 第01回：保健室で身体測定編
- 第02回：箱の中身は何じゃろ?編
- 第03回：お肌の天敵
- 第04回：（タイトルなし）
- 第05回：四次元ポケット
- 第06回：（タイトルなし）
- 第07回：夏、間近!
- 第08回：風流だねぇ
- 第09回：目覚めたそこは…
- 第10回：不機嫌な理由
- 第11回：夏の終わりに
- 第12回：お兄ちゃんのお布団
- 第13回：読書の秋
- 第14回：振り返れば奴がいる
- 第15回：俺たちの戦いは…
- TG出張版：お祭り
- 第16回：祝!!
- 第17回：花粉症
- 第18回：お花見
- 第19回：コスプレ?
- 第20回：連休明け
- 第21回：暑かったり、寒かったり
- 第22回：衣替え
- 第23回：雨漏り
- 第24回：デジャブ
- 第25回：夏だ!海だ!
- 第26回：猛暑
- 第27回：アルバイト
- 第28回：流し素麺
- 第29回：夏休みボケ
- 第30回：最終回?
- vol.1特典CD：ついに参戦!!
- vol.2特典CD：聖良、神那島を出る!!
- 復活記念イベント：こいそら～えくすとらはーと～
- はっぴーはーと第01回：サンタが伊東家にやって来た!!
- はっぴーはーと第02回：一筆入魂
- はっぴーはーと第03回：美琴ちゃんマジ天使
- はっぴーはーと第04回：チョコと私
- はっぴーはーと第05回：風邪、お大事に
- はっぴーはーと第06回：レボリューション?
- はっぴーはーと第07回：ストレス発散?
- はっぴーはーと第08回：祝!2周年!!
- はっぴーはーと第09回：休日の過ごし方
- はっぴーはーと第10回：もし、篠原聖良が…
- はっぴーはーと第11回：彼女が夏服に着替えたら
- はっぴーはーと第12回：じめじめイライラ…
- はっぴーはーと第13回：3年目の…
- はっぴーはーと第14回：おしえて、聖良先生！
- はっぴーはーと第15回：厨二
- はっぴーはーと第16回～第20回：ドラマ無し（FDのシナリオ執筆作業が佳境に入ったため）
- はっぴーはーと第21回：帰ってきた…！
- はっぴーはーと第22回：いつもと違う…！
- はっぴーはーと第23回：落し物
- はっぴーはーと第24回：語り継ぐ神那島クルセイダーズ
- はっぴーはーと第25回（おまけ回）：ドラマ無し
- こいそらじお電気外特別編：ピチピチ保健室
- C81スペシャル：保健室の天使
- はっぴーはーとvol.1特典CD：大東京!!
- はっぴーはーとvol.2特典CD：私を食・べ・て❤

## 主題歌
『二人色』（第1期、第2期）
歌：Duca
『恋色空模様』本編主題歌。
『フルスロットルＨｅａｒｔ』（島と海と☆こいそらじお～はっぴーはーと～）
歌：Duca&AiRI
『恋色空模様　after happiness and extra hearts』主題歌。
また霜月はるかがゲスト出演したはっぴーはーと第4回では、彼女が歌唱する『恋色空模様』エンディング主題歌『グラフティー』が、AiRIがゲスト出演したはっぴーはーと第18回では『フルスロットルＨｅａｒｔ』が、それぞれ番組中に流された。

## エピソード
- 第1回放送で読まれたメールは番組の開始を祝う内容が大半を占めていたが、それと平行して夏野の自由人っぷりを月城に知らせるメールも大量に寄せられていたと夏野から抗議交じりに発表された（原因は同じ音泉内の番組であるほめられてのびるらじおPPに夏野がゲスト出演した際の言動）。
- フリートークの内容が「（虫ネタ・筋肉痛ネタ等）こんなのガールズトークじゃない！」と毎回スタッフやリスナーからツッコミを入れられていたが、繰り広げられるたびに番組の名物となっていた。
- 第1期で飼われていた淡水魚は「恋色空模様」の攻略ヒロインにちなんだ数（5匹）で、名前も攻略ヒロインにちなんで命名され、飼育されていたが、水槽が小さかったため、水槽内では弱肉強食の争いが繰り広げられてしまった。パーソナリティの二人はこの光景に対し、「殺伐としてる」、「癒やされない」と語っていた。
  - 後に『こいそらじお電気外特別編』にゲスト出演したみるが同じ魚を飼っていたことを明かし、魚が闘魚と呼ばれる『ベタ』であったことと魚の性格を説明し、間違った飼いかたをしていたことを叱責した。
- 第16回放送にて夏野が「緑茶ラジオになんないかな？」と発言し、（毎週更新の）レギュラー化に向けて月城・リスナーを巻き込んで第2期の目標となっていた。“はっぴーはーと”になってからもこの手の内容のメールは投稿され続けている。
- 毎回エンディングにて、氷雨こうじからのメール（番組の更新までの体験談）が読まれるが、その内容は非常に濃いものになっており、評判は良い（特にパーソナリティーの二人が気に入っている）。また、この体験談の多さから、パーソナリティーの二人から「何かが憑いている」、「シナリオ書きにとっては宝のような人生」と評された。
  - ちなみに“何かが憑いている”という評価は氷雨自身気にいった節があり、メールにて“何かが憑いている男・氷雨こうじ”と名乗ることがある。
- ごく稀に、「命名してください」という内容のメールが読まれることがある。パーソナリティ二人（主に月城）は「責任が重過ぎる」と言いながらも、きちんと考えて命名している。（名付けを頼んだ）リスナーも好意的に受け入れ、（早ければ）次の回には報告とお礼のメールが投稿され、読まれている。
- “はっぴーはーと”第4回にて霜月はるかをゲストに迎え、第5回でリスナーから「女子力が上がっている！」、「ガールズトークっぽくなっている！」と感想が送られて以降、パーソナリティ二人（主にリアクション）の可愛らしさに着目、強調されるようになっていった。

## 備考
- 第1期は、主題となっている「恋色空模様」がまだ制作が進んでない状態（発売日も未定）で配信開始されたため、ゲームに絡んだ話題は少なく、リスナーからのメールが番組の大半を占めていた。
- リスナーからのメールに混じって、製作スタッフの製作状況と心境が読まれることもある。
- ラジオのBGMにはマジカライドや片恋いの月のものが使用されることもある。
- リスナーからの疑問により、はっぴーはーと用の挨拶を募集し、はっぴーはーと第3回にて「はぴそらわ」に決定・変更された。

## 関連商品
- ラジオCD「島と海と☆こいそらじお」vol.1

2010年10月15日発売（2010年8月13日 - 15日に開催されたコミックマーケット78にて先行販売）。
第1回 - 第15回（ただし、キャパシティの都合で第15回は特別編ディスクに収録されている）、さらに若葉椿をゲストに迎えた特別編を収録。
- ラジオCD「島と海と☆こいそらじお」vol.2

2011年1月28日発売（2010年12月29日 - 31日に開催されたコミックマーケット79にて先行販売）。
第16回 - 第30回を収録。こちらも若葉椿をゲストに迎えた特別編CDが同封されているが、音泉でも珍しい江ノ島の野外ロケ収録となっている。「vol.1」同様に、特別編CDはオーディオ&データCDとなっており、ロケ写真が収録されている。
- ラジオCD「島と海と☆こいそらじお〜はっぴーはーと〜」vol.1

2012年1月27日発売（2011年12月29日 - 31日に開催されたコミックマーケット81にて先行販売）。
はっぴーはーと第1回 - 第12回を収録。三度、若葉椿をゲストに迎えての特別編を収録。今回は池袋・サンシャイン水族館での野外ロケ収録となっていて、データCDに「おまけ写真」としてロケ写真が収録されている。※当初ロケ地は横浜・八景島シーパラダイスとなっていたが、変更理由は不明。
- ラジオCD「島と海と☆こいそらじお〜はっぴーはーと〜」vol.2

2012年9月26日発売（2012年8月10日 - 12日に開催されたコミックマーケット82にて先行販売）。
はっぴーはーと第13回 - 第24回+おまけ回を収録。四度、若葉椿をゲストに迎えての特別編を収録。